# John A. Hill
John Alexander Hill (22 de febrero de 1858-24 de enero de 1916) fue cofundador de McGraw-Hill Book Company, la corporación predecesora de las actuales S&P Global y McGraw-Hill Education. Nació en Sandgate, (Vermont) el 22 de febrero de 1858.
En la década de 1880, antes de ingresar al negocio editorial, era dueño y operaba talleres mecánicos y trabajaba como ingeniero ferroviario . A partir de 1888, Hill trabajó como editor en Locomotive Engineer y durante los años siguientes crearía y produciría varias publicaciones técnicas y comerciales. En 1896, se convirtió en presidente de American Machinist Press.
Formó su propia compañía, The Hill Publishing Company, en 1902. De 1900 a 1902 se desempeñó como ingeniero mecánico para General Manifold Company, diseñando maquinaria a medida. Como director de Hill Publishing, imprimió cinco revistas semanales: American Machinist, Power, Engineering News, The Engineering and Mining Journal y Coal Age.
Hill había conocido a James H. McGraw, quien había establecido The McGraw Publishing Company en 1899, durante algún tiempo, y ambos compartían intereses similares. En 1909 acordaron una alianza y combinaron los departamentos de libros de sus editoriales en The McGraw-Hill Book Company . Hill se desempeñó como presidente de esta compañía combinada desde 1909 hasta 1916, año en que murió inesperadamente de una afección cardíaca.
Al año siguiente, las partes restantes de la compañía de Hill se fusionaron con la de McGraw para formar The McGraw-Hill Publishing Company, que luego se convirtió en The McGraw-Hill Companies.